# 广西规划馆站
广西规划馆站位于中华人民共和国广西壮族自治区南宁市良庆区平乐大道与宋厢路交叉口地下，是南宁轨道交通3号线的地铁车站，该站于2019年6月6日开通运营。

## 车站结构
本站沿平乐大道西北-东南向布置，是地下岛式车站。

## 历史
2016年7月14日，本站主体结构封顶。
2019年6月6日，本站开通运营。